# 杜里耶
杜里耶（法語：Douriez，法語發音：[duʁje]）是法国上法蘭西大區加来海峡省的一个市镇，属于蒙特勒伊区。

## 地理
杜里耶（50°19'56"N, 1°52'39"E）面积8.84 平方千米，位于法国上法蘭西大區加来海峡省，该省份为法国北部沿海省份，西北濒北海，南至索姆省，东临北部省。
与杜里耶接壤的市镇（或旧市镇、城区）包括：圣雷米欧布瓦、索尔舒瓦、托尔特方丹、阿尔古勒、多米努瓦、蓬什埃斯特吕瓦勒、古伊圣安德烈。

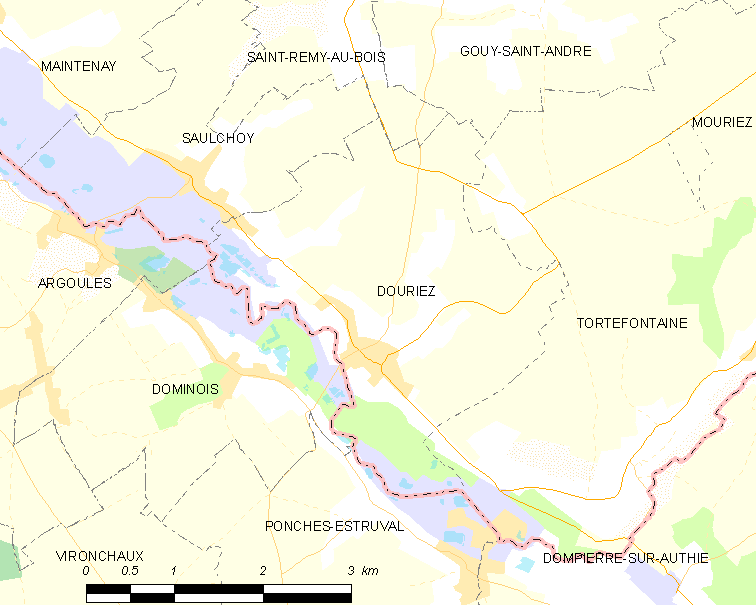
杜里耶的OSM定位图

杜里耶的时区为UTC+01:00、UTC+02:00（夏令时）。

## 行政
杜里耶的邮政编码为62870，INSEE市镇编码为62275。

## 政治
杜里耶所属的省级选区为欧克西堡县。

## 人口

1962-2008年间杜里耶人口变化图示

杜里耶于2022年1月1日时的人口数量为291人。